# Janet Robin
Janet Robin (* 1966) je americká zpěvačka a kytaristka z Los Angeles v Kalifornii. Je studentkou známého Randyho Rhoadse
Styl: rock, elektroakustická hudba, pop music.
V roce 2007 byla na turné po Česku společně s českou skupinou November 2nd.

## Diskografie
- Open the Door - 1998, Little Sister Records

1. I Swore
2. Steppingstone
3. Say It One More Time
4. Formosa Cafe
5. Brilliant Disguise
6. Catch My Breath
7. All That You Needed
8. She's Cracking
9. Give It All Up (for you)
10. Broken
11. Will U Still Kiss Me
12. How Many Times Before
13. Always Want

- Out From Under - 2001, Little Sister Records

1. Second Look
2. Brownstone
3. Out from Under
4. Dream in Blue
5. Around the Corner
6. You'll Come Running
7. Happiness
8. Just One Night
9. Superhuman Powers
10. Closer
11. Brother
12. Hollywoodland
13. Stand Alone
14. Brownstone (acoustic version)

- After The Flood - 2004, Little Sister Records

1. Hope and Faith
2. Beautiful Freak
3. Anti-Anxiety Song
4. Mad Mission
5. Flood
6. Leave Myself a Message
7. J.R. Geetar (instrumental)

- Days of Summer (EP) - 2007, Little Sister Records

1. Natasha at the Liquor Store
2. Wedding Day
3. Days of Summer
4. Around the World
5. Anti-Anxiety Song